# Пнево (Новодворський повіт)
Пнево (пол. Pniewo) — село в Польщі, у гміні Насельськ Новодворського повіту Мазовецького воєводства.
Населення — 86 осіб (2011).
У 1975-1998 роках село належало до Цехановського воєводства.

## Демографія
Демографічна структура станом на 31 березня 2011 року:
|          | Загалом | Допрацездатний вік | Працездатний вік | Постпрацездатний вік |
| -------- | ------- | ------------------ | ---------------- | -------------------- |
| Чоловіки | 46      | 14                 | 27               | 5                    |
| Жінки    | 40      | 8                  | 25               | 7                    |
| Разом    | 86      | 22                 | 52               | 12                   |